# Minuta
Minuta je mjerna jedinica za vrijeme.
- 1 minuta = 60 sekunda
- 1 sat = 60 minuta

Ponekad, premda rijetko, se, zbog usklađivanja dogovorenog vremena sa sunčevim vremenom, nekim minutama doda ili oduzima po 1 sekunda (prijestupna sekunda), pa te minute traju 59 odnosno, 61 sekundu.
Kao zanimljivost, koncem preporodnog razdoblja u Hrvatskoj, "minuta" je bila dobila svoj hrvatski prijevod: časak.